# Erma Bossi

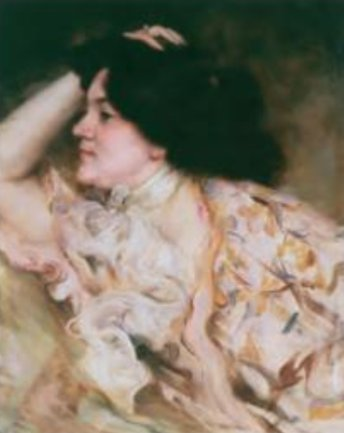
Porträt Erma Bossi von Carlo Wostry (1902)

Erma Bossi, geborene Erminia Bosich (* 9. Juni 1875 in Pola, Österreich-Ungarn, heute Kroatien; † 14. April 1952 in Cesano Boscone, Provinz Mailand), war eine Malerin, die in München den Aufbruch in die Moderne am Anfang des 20. Jahrhunderts mitgetragen hat. Ihr Werk wurde durch zwei Weltkriege und die Kulturpolitik der Nationalsozialisten in hohem Maße dezimiert. 2013 wurde dem bis dahin fast unerschlossenen Werk der Künstlerin im Schloßmuseum Murnau eine Einzelausstellung gewidmet. Bis zu diesem Zeitpunkt waren kaum zwei Dutzend Arbeiten von Bossi bekannt, so dass ihr Stellenwert in der Gesamtentwicklung der modernen Kunst lange Zeit unterschätzt wurde. Heute gewinnt man einen besseren Einblick in ihr Werk, nachdem bislang unentdeckte Originale und unbekanntes Abbildungsmaterial ihrer verschollenen Bilder zusammengetragen werden konnten.

## Leben und Werk

### Künstlerische Anfänge
Nachrichten über Bossis Biographie waren seither überaus spärlich. Durch Recherchen im heute norditalienischen Triest, dem ehemals österreichischen Mittelmeerhafen, konnten wichtige exakte Daten zu Bossis Biographie nunmehr gefunden werden. Diesen zufolge absolvierte sie  ihre Schulzeit erfolgreich am Städtischen Mädchengymnasium in Triest, das seine Schülerinnen auf den Lehrberuf vorbereitete. 1889 nannte die lokale Presse erstmals den Namen Erminia Bosich im Zusammenhang von attraktiven Handarbeiten, die ihre Schule in einer Ausstellung der Öffentlichkeit präsentierte. Im Jahr darauf wurden Bossis Zeichnungen gelobt. 1892 wurden sie sogar mit dem Urteil „glänzend“ bedacht. Ab etwa 1900 nannte sie sich Erma Bossi.
Wenn 1912 über ihre künstlerischen Anfänge berichtet wurde: „Die Künstlerin hat ein reiches und bewegliches Talent unter manchen Schwierigkeiten entwickelt“, so begannen diese offensichtlich nach ihrer ersten Einzelausstellung 1897 in Triest. Die Presse ermutigte sie damals, „ihr Kunststudium, für das sie eine überdurchschnittliche Neigung zeigt, fortzusetzen.“ Am Ende des Jahres wurde Bossi als Mitglied in den „Künstlerzirkel von Triest“ aufgenommen. Dieser Vereinigung gehörte auch Carlo Wostry an, der von Bossi 1902 ein Porträt malte, das er mit einer bemerkenswerten Widmung versah: „Der ehrenwerten Kollegin“.

### Studium in München
„Mitte 1904 ist Erma in München“ und studierte „nach eigenen Angaben bei den Professoren Anton Ažbe und Heinrich Knirr“. Ihre Ankunft in der bayrischen Hauptstadt scheint zuverlässig bestimmt worden zu sein, denn Ažbe verstarb im Jahr darauf. Demnach lernte Bossi den Slowenen noch persönlich kennen. Als weitere Studieneinrichtungen, die Bossi in München besuchte, werden auch die Damenakademie des Künstlerinnenvereins vermutet, aber auch die Phalanx-Schule von Wassily Kandinsky. Fraglich bleibt weiterhin, wann sich Bossi erstmals in Paris aufhielt, um sich dort weiterzubilden. Eines ihrer undatierten Gemälde, das sie nach Tizians „Madonna mit Kaninchen“ im Louvre kopierte, gibt diesbezüglich Rätsel auf.

### Mitglied der Neuen Künstlervereinigung München
Kontakte zu den Malern, die 1909 die Neue Künstlervereinigung München (N.K.V.M.) gründeten, bestanden nicht nur über Kandinsky und Gabriele Münter schon in den Jahren zuvor. Wenn Alexej Jawlensky in seinen Lebenserinnerungen glaubt sagen zu können: „1909 gründete ich mit Kandinsky, Werefkin, Bossy [sic], Erbslöh und Dr. Fischer“ die N.K.V.M., so irrt er zwar, dennoch kann seiner Äußerung unschwer entnommen werden, dass er Bossi bereits früher kennenlernte. Dies wird umso wahrscheinlicher, weil nun nachgewiesen werden konnte, dass sich Bossi 1908 in derselben Pension in Murnau am Staffelsee aufhielt, in der auch Kandinsky, Münter, Werefkin und Jawlensky wohnten. Darüber hinaus bezeugte Erbslöhs Frau Adeline ein Kennenlernen vor 1909 mit Bossi. Korrekt ist gewiss diesbezüglich auch der Bericht des Chronisten Otto Fischer: Die N.K.V.M. „wurde im Januar 1909 begründet. [...] Noch im Laufe desselben Jahres traten der Vereinigung bei: Paul Baum, Wladimir von Bechtejeff, Erma Bossi, Karl Hofer, Moissey Kogan und Alexander Sacharoff.“

### 1909, Beteiligung an der 1. Ausstellung der N.K.V.M.

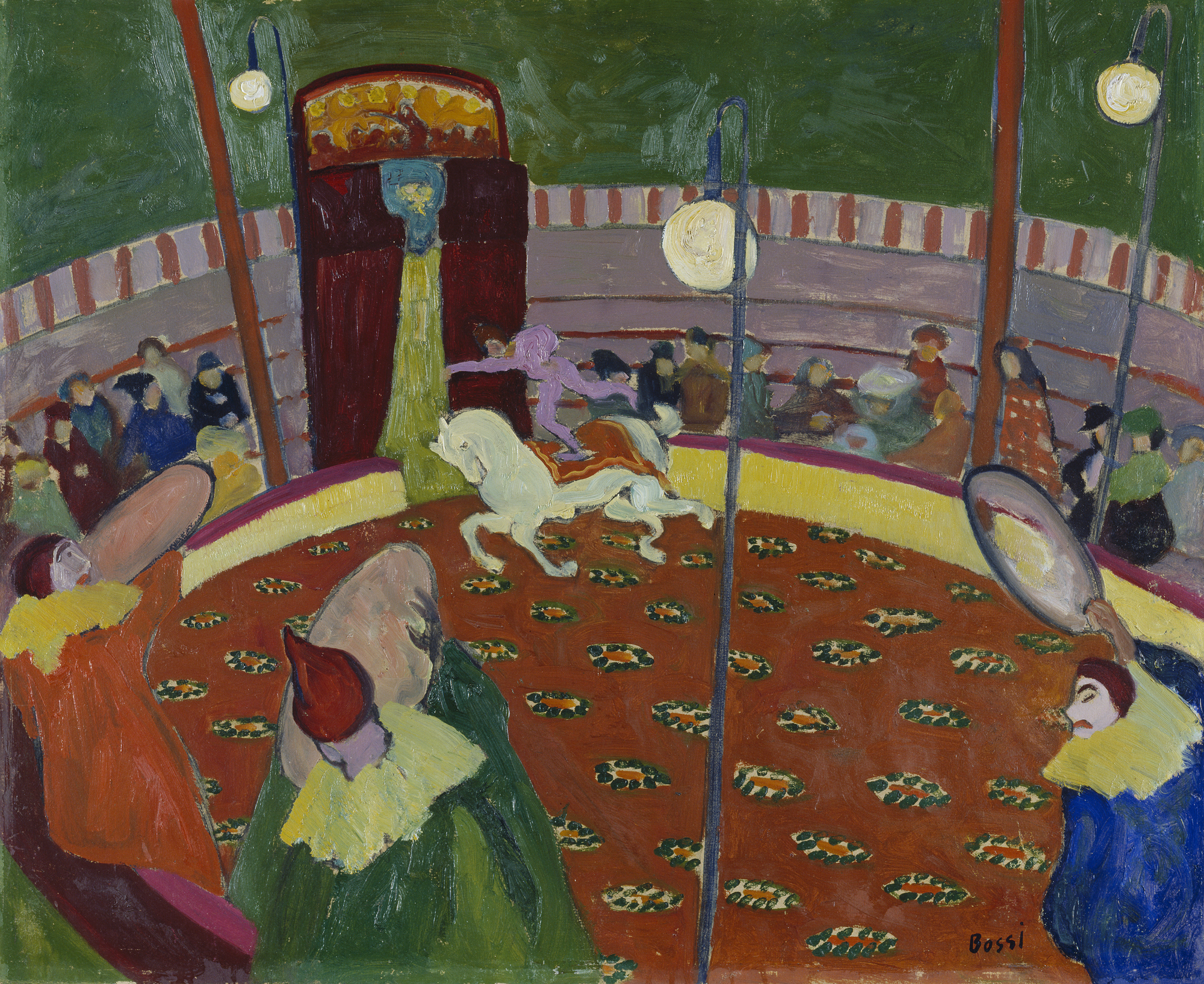
Zirkus, 1909

An der ersten Ausstellung nahm Bossi mit sechs Gemälden teil. Das damals gezeigte Gemälde „Zirkus“ hat sich erhalten und wird heute als Dauerleihgabe in der Städtischen Galerie im Lenbachhaus in München ausgestellt. Dabei handelt es sich um ein für die Entwicklung der damaligen Münchner Kunstszene aufschlussreiches Gemälde. Es zählt zu ihren frühesten bekannten expressionistischen Bildern und zeigt deutliche Einflüsse von Henri de Toulouse-Lautrec, Georges Seurat und Henri-Gabriel Ibels. Insbesondere für die Kunst von Paul Cézanne hatte Bossi ein Faible entwickelt, das sie offensichtlich mit ihrem Triester Malerkollegen Pietro Marussig teilte.
Auch Bossis Bilder bestätigen, dass es nicht die Fauves waren oder Henri Matisse selbst, die Einfluss auf die plötzliche Entwicklung der expressionistischen und abstrakten Malerei in München seit 1908/09 genommen haben. Denn sie verweisen auf jene Quellen, aus denen auch die Fauves schöpften, nämlich die Malereien von Vincent van Gogh, Paul Gauguin und seinen Nachfolgern, den Nabis. Aber auch der in Frankreich geschulte und an Okumura Masanobu orientierte Edvard Munch hatte entscheidenden Anteil an der Selbstfindung der meisten Maler, die in Schwabing Karriere machten. Bossi muss aus heutiger Sicht zu ihnen gezählt werden. Laut Ausstellungskatalog der N.K.V.M. war Bossi 1909 in München wohnhaft.

### 1910, Beteiligung an der 2. Ausstellung der N.K.V.M.

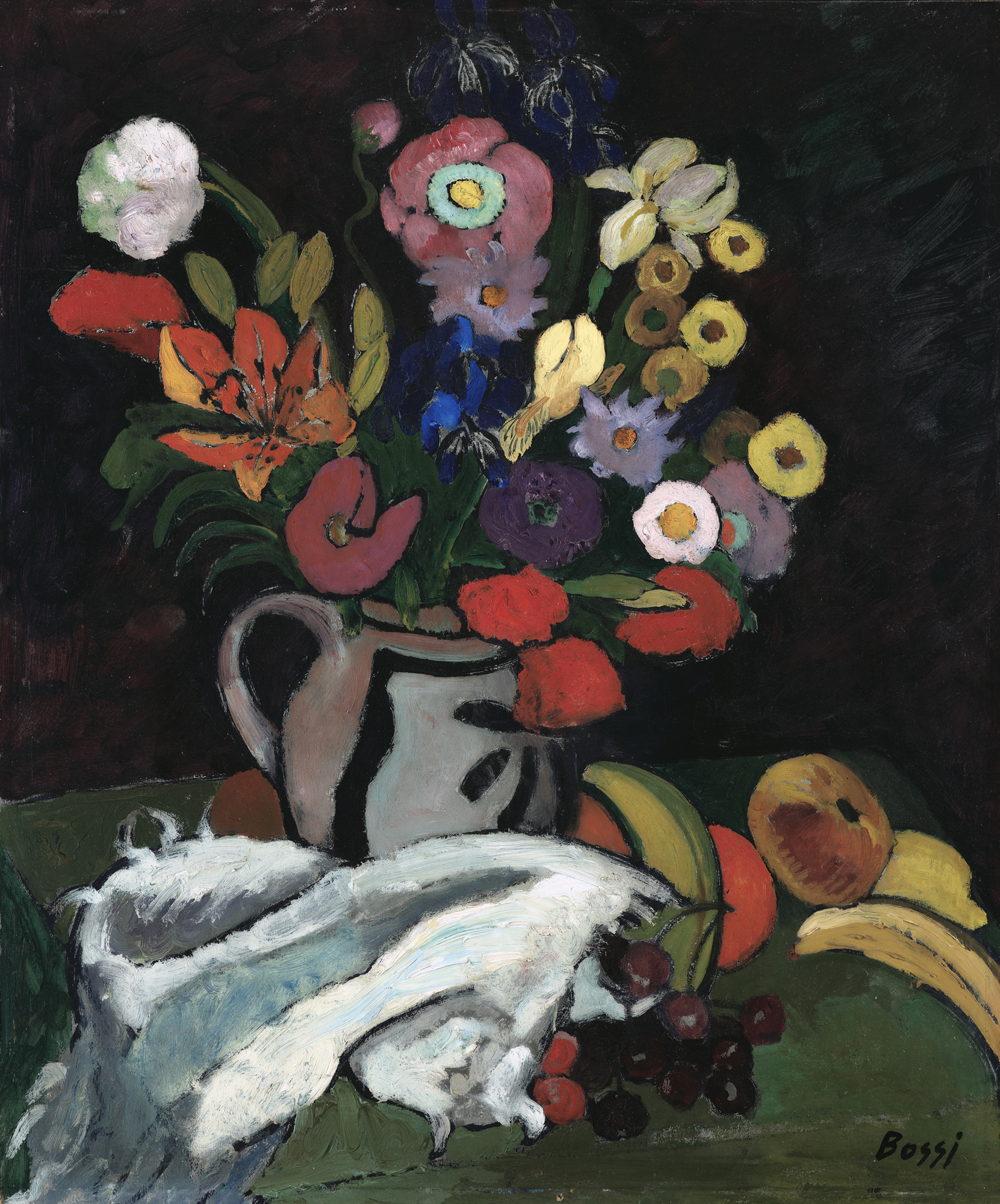
Stilleben, 1910

An der zweiten Ausstellung der N.K.V.M. 1910 beteiligte sich Bossi wiederum mit sechs Arbeiten. Erhalten haben sich davon ein „Stilleben“ und ein Gemälde mit dem Titel „Mondnacht“. In letzterem Bild praktizierte sie die Ton-in-Ton-Malerei, einer Erfindung von Louis Anquetin, mit der er einst den Cloisonismus bereicherte. Zu Zeiten der N.K.V.M. war Anquetins Art, die Welt durch ein einfarbiges Glas zu betrachten, um den so gewonnenen Eindruck auf die Leinwand zu übertragen, sehr beliebt. Anquetins Art der Malerei stand auch bei Marianne von Werefkin, Alexej Jawlensky und insbesondere Münter hoch im Kurs.

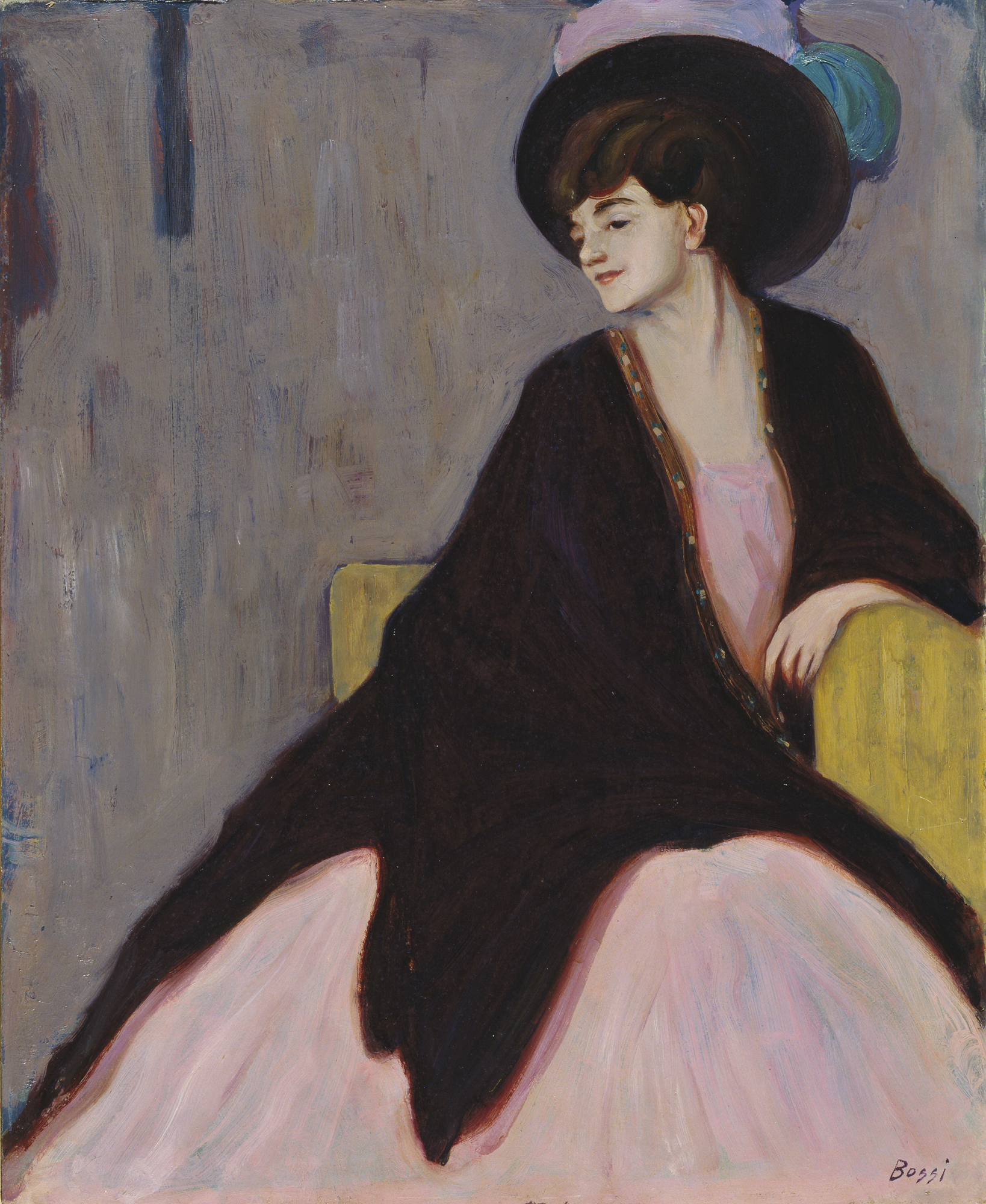
Marianne von Werefkin, ca. 1910

Zwei Postkarten an Münter und Kandinsky belegen für 1910 eine Italienreise im September und ihre Anwesenheit im Dezember in München. Darüber hinaus wurde sie von Münter in drei Bleistiftzeichnungen in einer Situation dargestellt, die sie im Russenhaus in Murnau am Staffelsee an einem Tisch mit Kandinsky im Gespräch zeigt. Ihre Skizzen dieses Interieurs setzte Münter in drei unterschiedlich zu datierenden Gemälden um. Das größte, 1912 entstandene Bild befindet sich in der Städtischen Galerie im Lenbachhaus in München, das zweite im Schloßmuseum Murnau und das dritte in Privatbesitz. Bossi schuf um 1910 ein „Bildnis Marianne Werefkin“, das einer Hommage an die Dargestellte gleichkommt. Es befindet sich in der Städtischen Galerie im Lenbachhaus in München. Laut Ausstellungskatalog der N.K.V.M. war Bossi 1910 in München wohnhaft. Von Dezember 1910 bis Januar 1911 fand in Moskau die erste Ausstellung der von Michail Fjodorowitsch Larionow geleiteten Künstlergesellschaft Karo-Bube statt. Dort stellten die wichtigsten russischen und französischen Avantgarde-Künstler aus. Die N.K.V.M. war durch Bechtejeff, Bossi, Erbslöh, Jawlensky, Kandinsky, Alexander Kanoldt, Münter und Werefkin vertreten. Bossi zeigte auf dieser Ausstellung ihre Gemälde „Café Blanche“ und „Moulin Rouge“.

### 1911, Beteiligung an der 3. Ausstellung der N.K.V.M.
1911 war sie auf der dritten Ausstellung der N.K.V.M. mit vier Bildern vertreten, wovon nur der Titel „Unter Palmen“ auch bildlich bekannt ist. Dieses Gemälde gab schon 1912 Anlass, Bossis Malerei mit der von Gauguin in Zusammenhang zu bringen. Im Katalog ist sie mit dem Doppelnamen „Barrera-Bossi, Erma, Paris“, verzeichnet. Folglich hatte sie sich zwischenzeitlich – laut Ausstellungskatalog der N.K.V.M. – in der französischen Hauptstadt niedergelassen. Dort soll sie im Atelier von Paul Sérusier gearbeitet und 1915 an der Ausstellung im Salon d’Automne teilgenommen haben. Entgegen der bisherigen Meinung hat Bossi nie geheiratet, sondern ihrem Künstlernamen den Namen des italienischen Tenors Carlo Barrera (1865–1938) hinzugefügt, „ihrer großen Liebe“ als Zeichen ihrer Verbundenheit mit ihm.

### Umsiedlung von Frankreich nach Italien
Durch ein Dokument ist nunmehr gesichert, dass Bossi seit 1920 einen italienischen Reisepass besaß und seit 1921 dauerhaft in Mailand lebte. Für die Jahre 1926 bis 1949 konnte rekonstruiert werden, dass sie sich an 26 Gruppenausstellungen beteiligte, die in Bergamo, Florenz, Mailand, Triest und Venedig stattfanden. Nach dem Zweiten Weltkrieg war sie an Gruppenausstellungen in Belgrad, Hannover, Mailand, München, New York und Triest beteiligt.